# Gerhard Perlak
Gerhard Perlak (* 28. September 1955 in Salzburg) war Fußballprofi bei Austria Salzburg in der österreichischen Fußballliga.

## Stationen als Spieler
- ASK Salzburg
- Austria Salzburg (1978 bis 1985)
- FC Salzburg
- SV Kuchl

Für Austria Salzburg bestritt er 175 Spiele. Seine Dribbelstärke und seine Schnelligkeit machten ihn zum Liebling der Fans. Seine Karriere endete erst, als er bereits im 50. Lebensjahr stand. Sein letztes Spiel bestritt er mit dem SV Kuchl gegen den SAK 1914 (6. November 2004). Aber auch nach dem Karriereende blieb er dem Fußball als Trainer der B-Mannschaft des USK Anif erhalten. Sein Sohn Gerhard Junior ist ebenfalls Fußballprofi geworden. Beim FC Salzburg spielte er noch gemeinsam mit seinem Vater.

## Persönliches
Gerhard Perlak ist der Vater von Michael Perlak.